# 김성진 (1979년)
김성진(1979년 1월 20일 ~ )은 대한민국의 전 축구 선수이자 축구 지도자로, 현역 시절 포지션은 미드필더였다.